# Liptál
Obec Liptál (německy Lipthal, Liebenthal po roce 1950 krátce přejmenováno na Lipové) se nachází v okrese Vsetín ve Zlínském kraji, přibližně 9 km jihozápadně od Vsetína v údolí potoka Rokytenka. Žije zde přibližně 1 600 obyvatel. K významným rodákům patří výtvarník a spisovatel Jan Kobzáň. Vyrábí nebo vyráběly se zde minibusy.

## Název
V nejstarším písemném dokladu z roku 1361 je jméno uvedeno v podobě Luptal. Snad šlo původem o smíšené česko-německé jméno Lubtal - "údolí Lubé" (Lubá snad bylo starší jméno dnešní Rokytenky a znamenalo "libá", tedy příjemná).

## Historie
První písemná zmínka o obci pochází z roku 1361, kdy až papežský dvůr v Avignonu jmenoval rozhodčí komisi, která řešila spor mezi vizovickým klášterem a Šternberky. Obec spadala pod vsetínské panství, které od roku 1308 patřilo pánům z Kravař. Později se v držení vsetínského panství a tím i Liptálu vystřídali páni z Cimburka a od roku 1505 páni z Kunštátu. Jako součást vsetínského panství se Liptál uvádí až do poloviny 17. století. Mezi jeho majitele patřil i český vojevůdce Albrecht z Valdštejna.
Samostatným panstvím se Liptál stal roku 1666. Majitelé se však zprvu často střídali. Postupně získali do svého majetku fojtství, dva dvory, zahrady, panský mlýn a pilu, palírnu, hostinec, šenk a pivovar. Na místě starého fojtství si majitelé panství vystavěli menší barokní zámek. Na přelomu 30. a 40. let 18. století v okolí působil zbojník Mikuláš Krampoťák alias Trampota z Liptálu.
V roce 2006 získala obec ve 12. ročníku soutěže titul Vesnice roku.

## Pamětihodnosti
- Zámek Liptál
- Kostel Archanděla Michaela
- Socha svatého Jana Nepomuckého

## Fotogalerie

Liptál
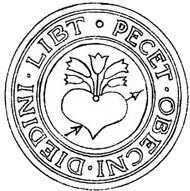
Pečeť obce Liptál
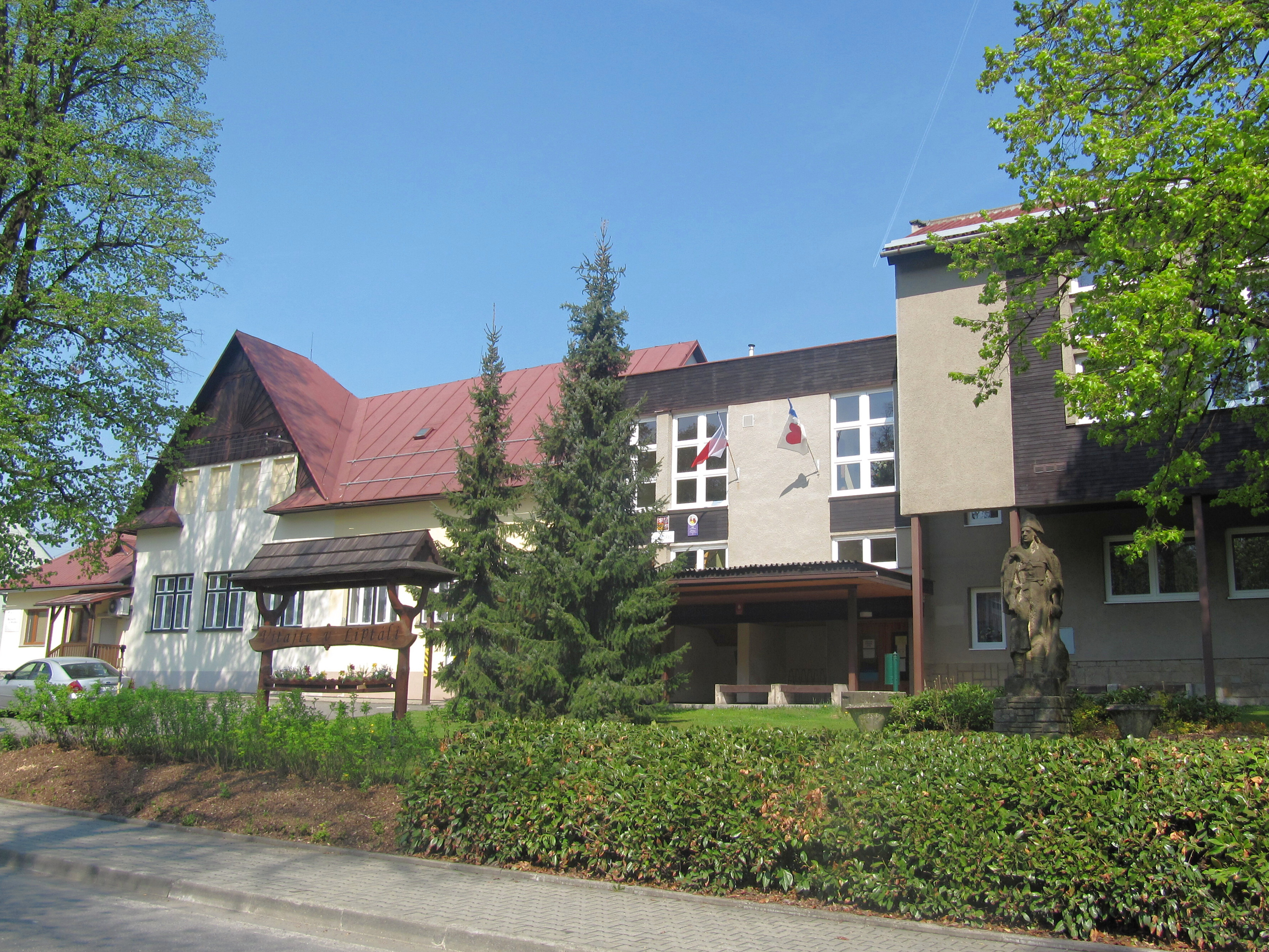
Obecní úřad
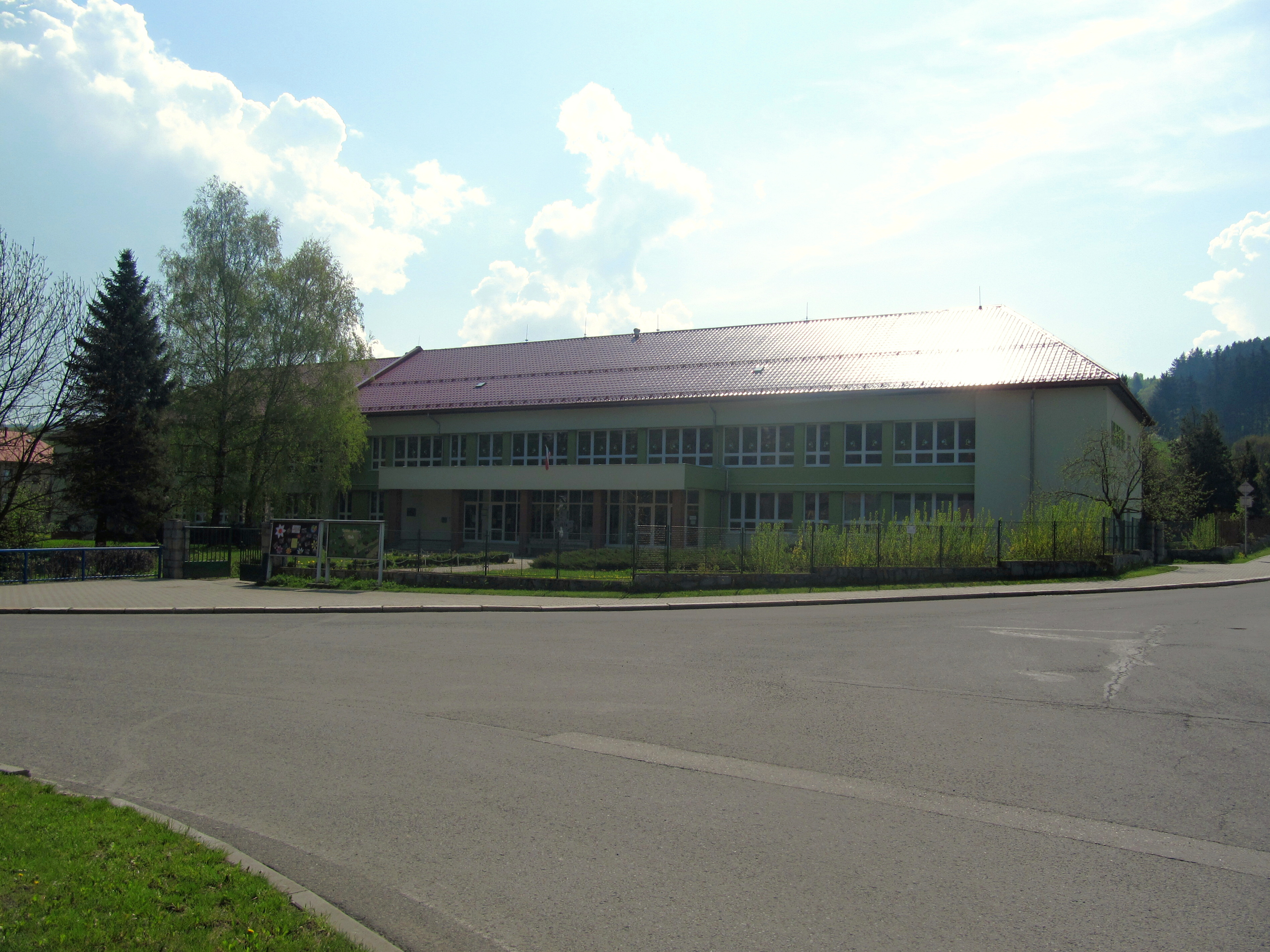
Škola
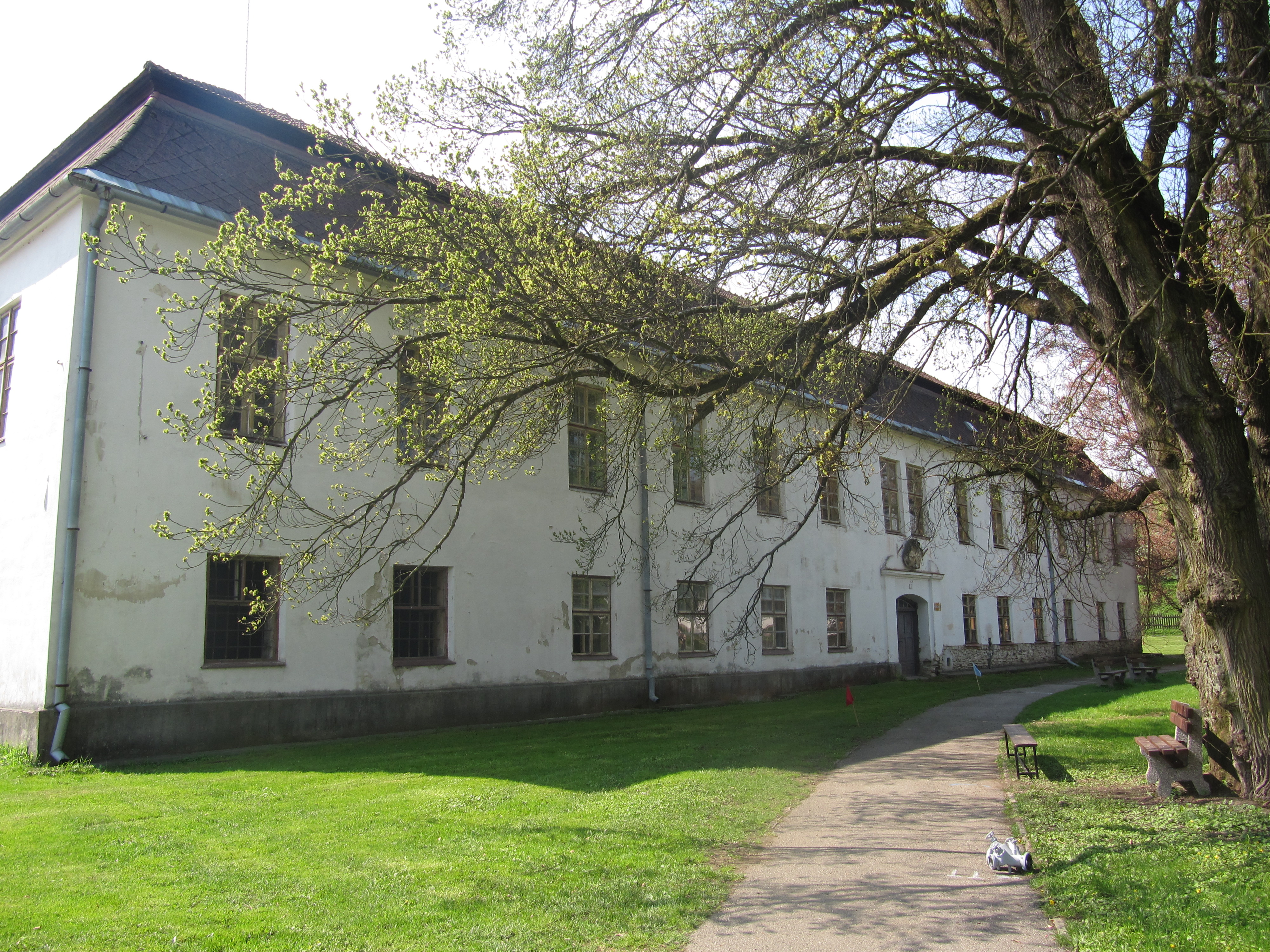
Zámek
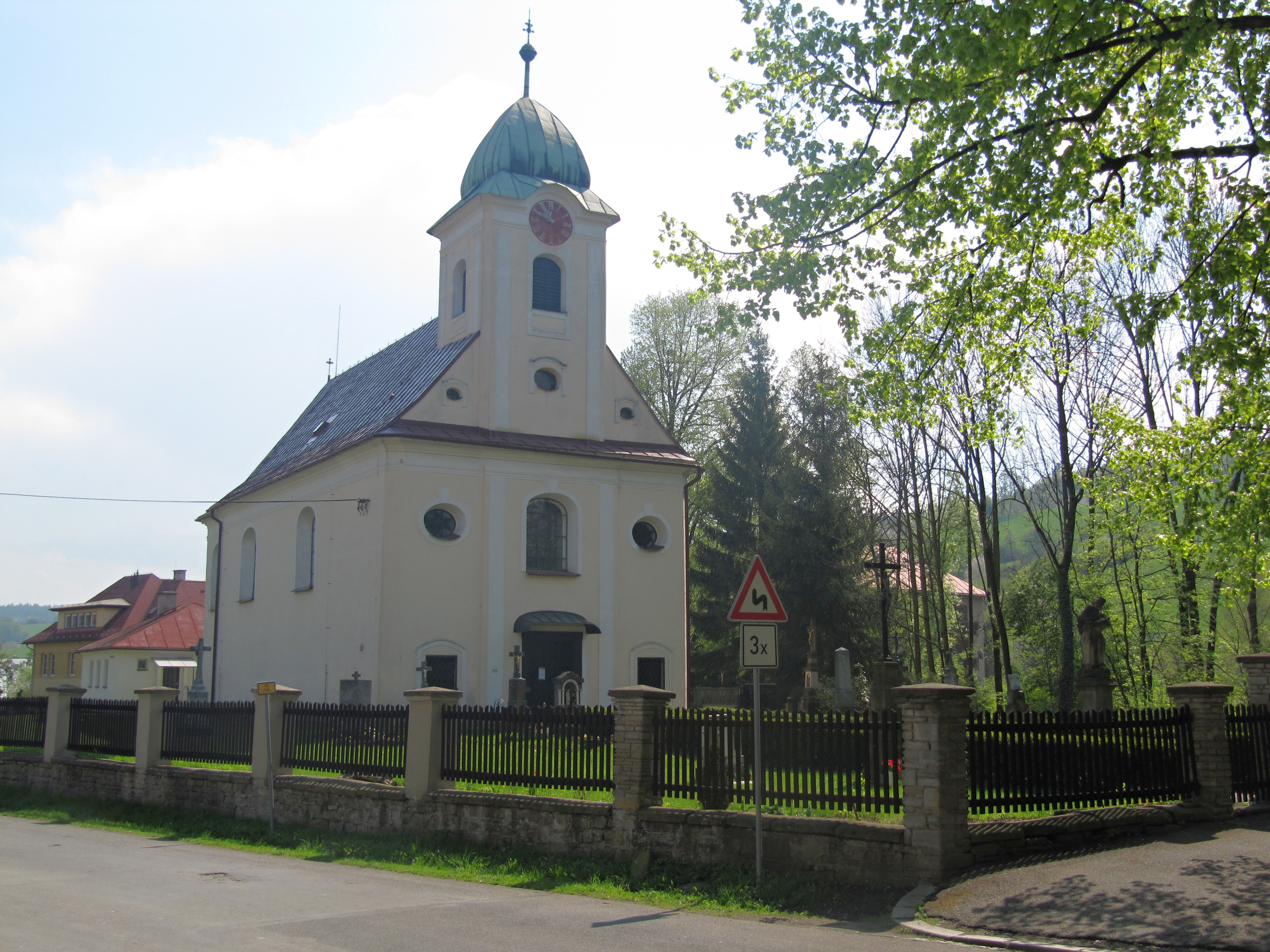
Kostel
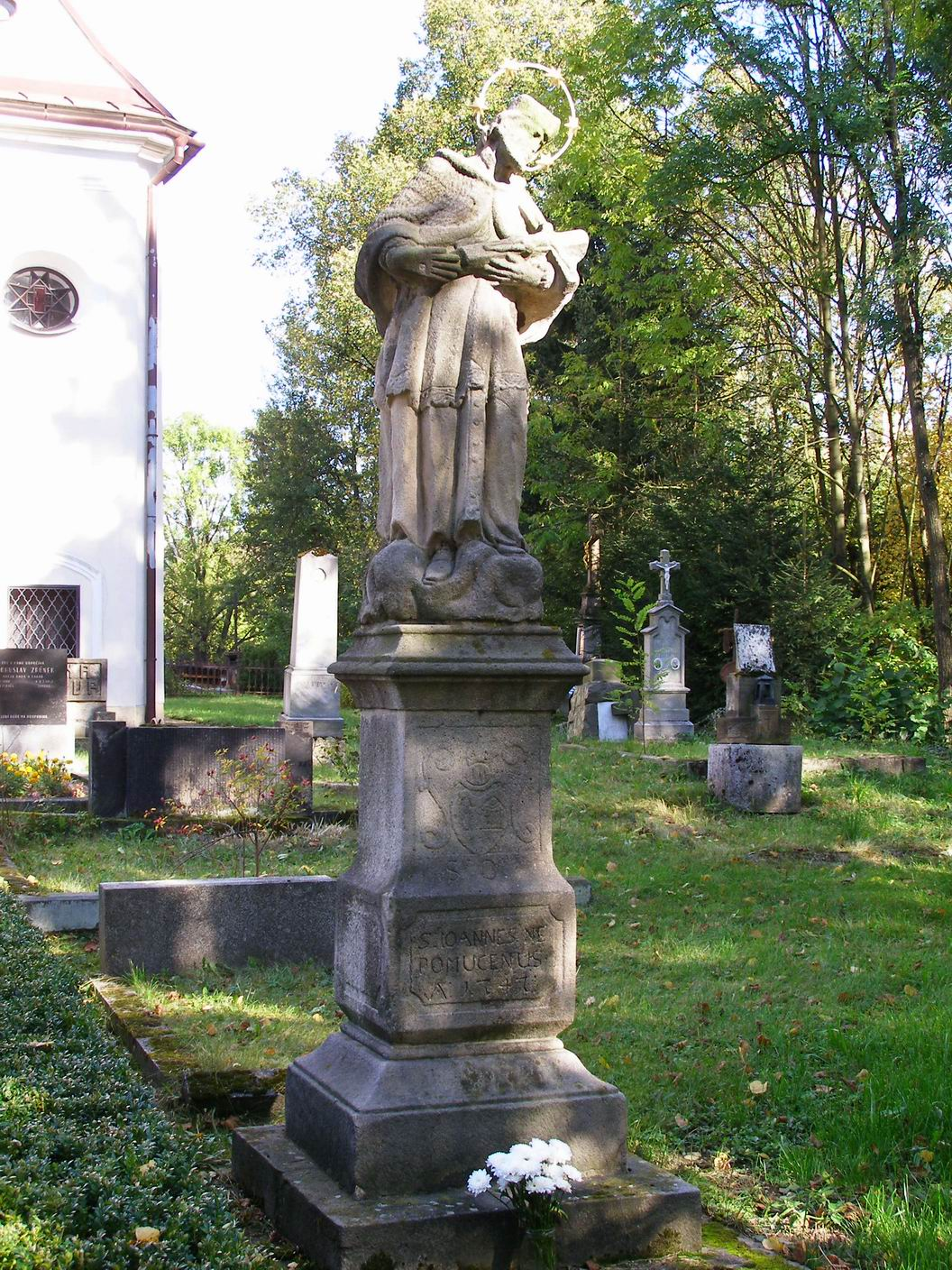
Socha sv. Jana Nepomuckého